# Gotham (Nottinghamshire)
Gotham ist ein Ort in Nottinghamshire in England etwa sieben Kilometer südlich von Nottingham.

## Geschichte
Der Name Gotham entstand als Zusammensetzung aus dem altenglischen Wort gat (neuenglisch goat, „Ziege“) und der Ortsnamen-Endung -ham (neuenglisch home, „Heim“), wörtlich bedeutet er „Ziegenheim“. Die Aussprache lautet zu Beginn wie bei dem englischen Wort goat („Ziege“): [ˈɡəʊtəm].
Die Kirche St. Lawrence stammt aus dem 12. Jahrhundert. Das Land östlich des Dorfes war ursprünglich Überschwemmungsgebiet. Landwirtschaft, Korbmacherei und spätere Webereien waren die Hauptbeschäftigungen. Das Land wird jetzt in den ortsnahen Fairham Brook, einem Nebenfluss des River Trent entwässert, um Kartoffeln und Zuckerrüben auf dem Schwemmlandboden gedeihen zu lassen. Das Land wird von sieben Bauern im Dorf bearbeitet. (Stand 2020) Seit dem frühen 20. Jahrhundert wurden die umliegenden Hügel für den Gipsabbau verwandt. Auf dem Höhepunkt produzierten die drei Minenschächte rund 160.000 Tonnen Baumaterial und gaben der lokalen Bevölkerung ein regelmäßiges Auskommen. Die letzte Mine wurde 1994 geschlossen, als die Gipsvorkommen erschöpft waren.
Die für gemeinschaftliche Veranstaltungen, wie Theater, Shows und private Feiern, genutzte Gotham Memorial Hall wurde 1921 errichtet.

## Ortslegende
Der Ort ist in den Geschichten der „Wise Men of Gotham“ das englische Äquivalent zu Schilda, mit dem Unterschied, dass Schilda nur eine fiktive Stadt ist. Die Bewohner von Gotham sollen unter anderem einen Zaun um einen Kuckuck gebaut haben, um ihn einzusperren und so königliche Kundschafter über ihre Zurechnungsfähigkeit zu täuschen.
Bekannt ist die Siedlung auch durch einen Kinderreim:
Three wise men of Gotham

They went to sea in a bowl

And if the bowl had been stronger

My song would have been longer.

## Adaptionen des Ortsnamens
Washington Irving übertrug 1807 in seiner satirischen Zeitschrift Salmagundi den Namen Gotham von der Erzählung auf New York City. Danach wurde Gotham – mit der Aussprache [ˈɡɒθəm] – ein geläufiger Spitzname für New York. Noch besser bekannt ist heute der davon abgeleitete Name Gotham City – diese fiktive Stadt ist ein Schauplatz der Batman-Comics. Die Comic-Autoren Bill Finger und Bob Kane verwendeten den Namen Gotham City erstmals 1940 im vierten Heft von Batman.
Nachdem sich der Vorsitzende des Parish Council im englischen Gotham ausdauernd um eine offizielle Partnerschaft seiner Gemeinde mit New York City bemüht hatte, reagierte der damalige Bürgermeister von New York Rudy Giuliani im Januar 2000 mit einem Brief. Er schrieb, es ihm eine Freude sei, die Gelegenheit zu haben, „die kulturelle und historische Verbindung“ zwischen den beiden Orten zu bestätigen. Zu einer offiziellen Partnerschaft kam es jedoch nicht.